# Antalkereszt

Tau kereszt

Az antalkereszt a latin kereszt egyik változata. T alakú háromágú kereszt, melynek függőleges szára a vízszintes szár metszéspontjánál véget ér. Remete Szent Antal (251 – 356), az egyházi szerzetesség atyjának egyik attribútuma. Ilyen alakú zarándokbotot használt, ezért egyes keleti egyházak apátjai és püspökei is T alakúra formálták a pásztorbotjaikat. Az ókeresztény és az ókori bazilikák alaprajza is T alakú volt. Assisi Szent Ferenc a Tau jelet használta aláírásként levelei végén és ezt festette a Ferences rendi szerzetesek celláinak falára. Fekete ruhájukon kék zománcú antalkeresztet viseltek az 1095-ben alapított és 1774-ben a Máltai Lovagrenddel egyesített Antal Rend tagjai.

## Változatai
Az egyiptomi kereszt (füleskereszt, de: ägyptisches Henkelkreuz, Anch-Kreuz, Lenesschleiche, Nilschlüssel, koptisches Kreuz; en: ankh, Egyptian Cross, the key of the Nile, looped tau cross, ansate cross; la: crux ansata) olyan tau-kereszt, melynek felső szárán középen gyűrű vagy tojásdad alakú gyűrű van. Az ókori egyiptomiaknál az ankh hieroglifa. Eredeti jelentése az élet, életerő (egészség), Óegyiptom egyik legfontosabb jelképe, Ozirisz és Ízisz szimbólumát egyesíti, a Föld és az Ég egységét jelképezi, kulcsként nyitja az élet és halál kapuját, számos istenség kezében a hatalom, a halhatatlanság, az életadó víz és a levegő, az örök élet és a termékenység szimbóluma volt.
A kopt kereszt vagy kopt ankh (en: Coptic ankh cross, Gnostic cross, la: crux ansata, de: koptische Kreuz) az egyiptomi kereszt változata. A korai kopt gnosztikus keresztények használták. Ennek változata a kopt kereszt eredeti és modern alakja.

Egyiptomi kereszt, ankh. Eredeti jelentése az élet, életerő (egészség), Óegyiptom egyik legfontosabb jelképe, Ozirisz és Ízisz szimbólumát egyesíti, a Föld és az Ég egységét jelképezi, kulcsként nyitja az élet és halál kapuját, a halállal szemben védelmet jelentő jelkép; számos istenség kezében a hatalom, a halhatatlanság, az életadó víz és a levegő jelképe.
Kopt ankh
(Eredeti) kopt kereszt
Modern kopt kereszt(de: Koptenkreuz)
A kopt egyház által használt kereszt
Füleshorgony (tengerészkereszt, en: mariner's cross, St. Clement's cross), az ankh egyik változatának tekinthető; a hitbeli állhatatosság, a remény jelképe
Jézus monogramja, a staurogramnak nevezett ligatúra (a görög tau és ró betűk egyesítése), mely a Konstantin császár előtti században tűnik fel
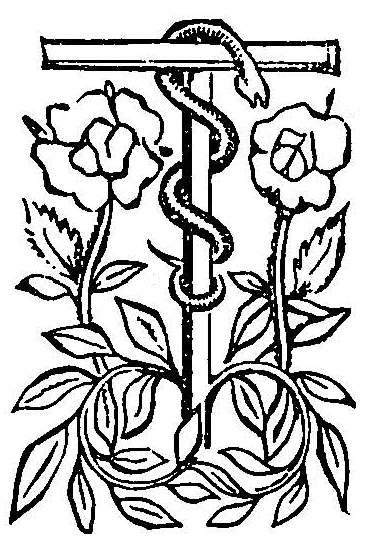
Misztikus (valószínűleg rózsakeresztes) jelkép, tau keresztre feszített kígyó rózsák között, Thomas Portau, kálvinista nyomdász művéből (1620 k.)
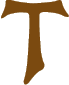
Ferences tau kereszt
Az 1070-1080 között alapított olasz Altopascioi Szent Jakab Rend (Ordine di San Giacomo d'Altopascio; a Tau Lovagok) jelképe
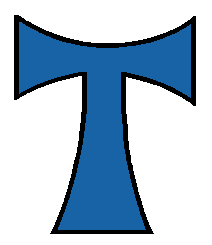
A Szent Antal Rend jelképe
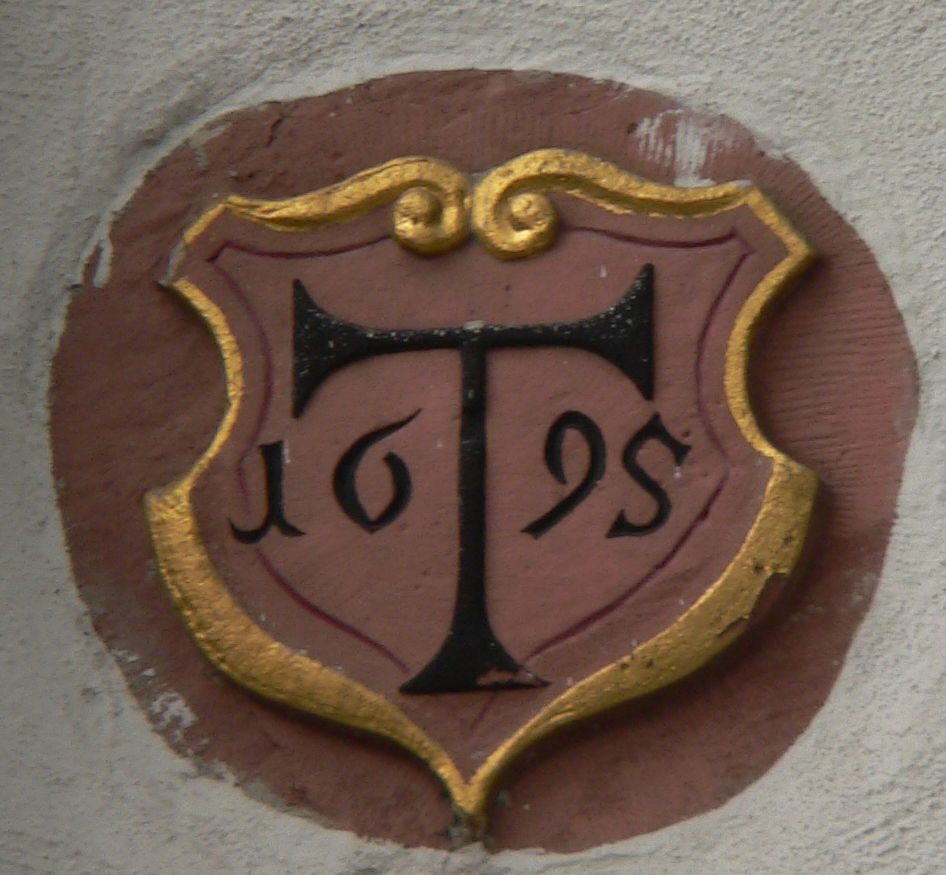
Az Antal Rend címere
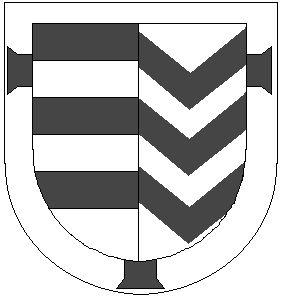
Philippus Vaecx alias Foxius, címere az Antal Rend jelvényére helyezve
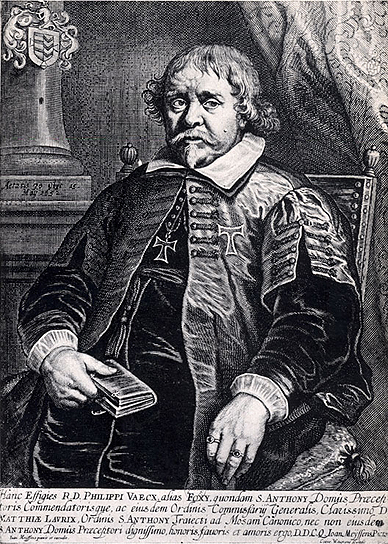
Philippus Vaecx alias Foxius, nyakában az Antal Rend rendjelével
Liliomvégű tau kereszt
Félgömbvégű tau-kálváriakereszt; Kornicz címer, Gelre herold címerkönycéből
Tau kereszt harangokkal, Szent Antal másik attribútumával Hartenfels címerében
Tau kereszt mindkét végén gyűrűvel a csehországi Velká Kraš címerében
Szent Erzsébet képzeletbeli címere
Tau kereszt kapu alakú nyílással Toury címerében